# タジク・リーグ
タジキスタン・トップリーグ（英: Tajikistan Higher League; タジク語: Лигаи олии Тоҷикистон; 露: Высшая лига Таджикистана）は、タジキスタン国内におけるサッカーリーグのトップディビジョンである。1992年創設。優勝クラブはAFCチャンピオンズリーグ2出場権を獲得する。8チームで構成される。

## 参加クラブ（2019シーズン）
| クラブ                       | ホームタウン     | ホームスタジアム               | 収容人数 |
| ---------------------------- | ---------------- | ------------------------------ | -------- |
| CSKAパミール・ドゥシャンベ   | ドゥシャンベ     | CSKAスタジアム                 | 7,000人  |
| FKホジェンド                 | ホジェンド       | 独立20周年スタジアム           | 20,000人 |
| イスティクロル・ドゥシャンベ | ドゥシャンベ     | パミール・スタジアム           | 24,000人 |
| レガール・タダズ             | トゥルスンゾダ   | TALCOアレーナ                  | 20,000人 |
| ククトシュ                   | ククトシュ       | ルダーキー・スタジアム         |          |
| パンジシール                 | コルホーザバード | ウクタム・ママトフ・スタジアム |          |
| ハトロン                     | クルガン・テッパ | セントラル・スタジアム         | 10,000人 |
| イスタラフシャン             | イスタラフシャン | イスタラフシャン・アレーナ     | 10,000人 |

## 歴代優勝クラブ

### 独立後（1992年-現在）
| - 1992：CSKAパミール・ドゥシャンベ - 1993：シトラ・ドゥシャンベ - 1994：シトラ・ドゥシャンベ - 1995：CSKAパミール・ドゥシャンベ - 1996：ディナモ・ドゥシャンベ - 1997：ヴァフシュ・クルガン・テッパ - 1998：ヴァルゾブ・ドゥシャンベ - 1999：ヴァルゾブ・ドゥシャンベ - 2000：ヴァルゾブ・ドゥシャンベ - 2001：レガール・タダズ・トゥルスンゾダ - 2002：レガール・タダズ・トゥルスンゾダ - 2003：レガール・タダズ・トゥルスンゾダ - 2004：レガール・タダズ・トゥルスンゾダ - 2005：ヴァフシュ・クルガン・テッパ - 2006：レガール・タダズ・トゥルスンゾダ - 2007：レガール・タダズ・トゥルスンゾダ - 2008：レガール・タダズ・トゥルスンゾダ - 2009：ヴァフシュ・クルガン・テッパ - 2010：イスティクロル・ドゥシャンベ - 2011：イスティクロル・ドゥシャンベ - 2012：ラフシャン・クリャーブ - 2013：ラフシャン・クリャーブ | - 2014：イスティクロル・ドゥシャンベ - 2015：イスティクロル・ドゥシャンベ - 2016：イスティクロル・ドゥシャンベ - 2017：イスティクロル・ドゥシャンベ - 2018：イスティクロル・ドゥシャンベ - 2019：イスティクロル・ドゥシャンベ - 2020：イスティクロル・ドゥシャンベ - 2021：イスティクロル・ドゥシャンベ |

### ソビエト連邦時代（1937年-1991年）
| - 1937：ディナモ・スターリナバード - 1938-47 未開催 - 1948：ギッサール選抜チーム - 1949：ディナモ・スターリナバード - 1950：ディナモ・スターリナバード - 1951：ディナモ・スターリナバード - 1952：プロフソユーズ・レニナバード - 1953：ディナモ・スターリナバード - 1954：プロフソユーズ・レニナバード - 1955：ディナモ・スターリナバード - 1956：メタルルグ・レニナバード - 1957：タクソバザ・スターリナバード - 1958：ディナモ・スターリナバード - 1959：クロマ・タボシャル - 1960：ポグラニーチニク・ドゥシャンベ - 1961：ヴァフシュ・クルガン・テュベ | - 1962：ポグラニーチニク・ドゥシャンベ - 1963：DSAドゥシャンベ - 1964：ズヴェズダ・ドゥシャンベ - 1965：ズヴェズダ・ドゥシャンベ - 1966：ヴォルガ・ドゥシャンベ - 1967：イルリガートル・ドゥシャンベ - 1968：イルリガートル・ドゥシャンベ - 1969：イルリガートル・ドゥシャンベ - 1970：ペダゴギーチェスキー・インスティトゥート・ドゥシャンベ - 1971：TIFKドゥシャンベ - 1972：ネフチャニク・レニンスキー・ラヨン - 1973：ポリテフニーチェスキ・インスティトゥート・ドゥシャンベ - 1974：SKIFドゥシャンベ - 1975：SKIFドゥシャンベ - 1976：SKIFドゥシャンベ - 1977：メタルルグ・レガール | - 1978：パフタコール・クルガン・テュベ - 1979：トルードヴィエ・レゼルヴィ・ドゥシャンベ - 1980：チャシマ・シャルトゥーズ - 1981：トリコタジニク・ウラ・テュベ - 1982：トリコタジニク・ウラ・テュベ - 1983：トリコタジニク・ウラ・テュベ - 1984：トリコタジニク・ウラ・テュベ - 1985：ヴァフシュ・クルガン・テュベ - 1986：SKIFドゥシャンベ - 1987：SKIFドゥシャンベ - 1988：SKIFドゥシャンベ - 1989：メタルルグ・トゥルスンゾダ - 1990：アフトモビリスト・クルガン・テュベ - 1991：ソヒブコル・ドゥシャンベ |

## クラブ別優勝回数
| クラブ                           | 回数 |
| -------------------------------- | ---- |
| イスティクロル・ドゥシャンベ     | 11回 |
| レガール・タダズ・トゥルスンゾダ | 7回  |
| ヴァフシュ・クルガン・テッパ     | 3回  |
| ヴァルゾブ・ドゥシャンベ         | 3回  |
| CSKAパミール・ドゥシャンベ       | 2回  |
| シトラ・ドゥシャンベ             | 2回  |
| ラフシャン・クリャーブ           | 2回  |
| ディナモ・ドゥシャンベ           | 1回  |

## 歴代得点王 （1992年-現在）
| シーズン | 国籍             | 選手                                    | 所属クラブ                         | ゴール数 |
| -------- | ---------------- | --------------------------------------- | ---------------------------------- | -------- |
| 1992     | タジキスタンの旗 | ウメド・アリドドフ                      | CSKAパミール・ドゥシャンベ         | 11       |
| 1993     | タジキスタンの旗 | ホルムロド・ザルドフ                    | CSKAパミール・ドゥシャンベ         | 30       |
| 1994     | タジキスタンの旗 | ダヴラト・ソディコフ                    | フルブク・ヴォセ                   | 26       |
| 1995     | タジキスタンの旗 | ゾキル・ベルディクロフ                  | イスタラフシャン・ウラ・チュベ     | 42       |
| 1996     | タジキスタンの旗 | ムヒトディン・イザトゥッロエフ          | ラフシャン・クリャーブ             | 35       |
| 1997     | タジキスタンの旗 | ルスタム・ウスモノフ                    | ヴァフシュ・クルガン・テッパ       | 20       |
| 1998     | タジキスタンの旗 | ナジル・リゾモフ                        | サッダーム・サルバンド             | 23       |
| 1999     | タジキスタンの旗 | オラズ・ナザロフ                        | ヴァルゾブ・ドゥシャンベ           | 27       |
| 2000     | タジキスタンの旗 | マンスルジョン・ハキモフ                | FKホジェンド                       | 28       |
| 2001     | タジキスタンの旗 | ピルムロド・ブルホノフ                  | レガール・タダズ                   | 19       |
| 2002     | タジキスタンの旗 | ジョミホン・ムヒッディノフ              | FKホジェンド                       | 29       |
| 2003     | タジキスタンの旗 | オシムジョン・ボボエフ                  | レガール・タダズ                   | 38       |
| 2004     | タジキスタンの旗 | スフロブ・ハミドフ                      | レガール・タダズ                   | 33       |
| 2005     | タジキスタンの旗 | アフタム・ハムロクロフ ナジル・リゾモフ | ヴァフシュ・クルガン・テッパ       | 12       |
| 2006     | タジキスタンの旗 | フォジル・サットロフ                    | タジク・テレコム・クルガン・テッパ | 20       |
| 2007     | タジキスタンの旗 | スフロブ・ハミドフ                      | ヒマ・ドゥシャンベ                 | 21       |
| 2008     | タジキスタンの旗 | ヌモンジョン・ハキモフ                  | パルヴォズ・ボボジョン・ガフロフ   | 30       |
| 2009     | タジキスタンの旗 | ヌモンジョン・ハキモフ                  | ヴァフシュ・クルガン・テッパ       | 15       |
| 2010     | タジキスタンの旗 | ユスフ・ラビエフ                        | イスティクロル・ドゥシャンベ       | 30       |
| 2011     | タジキスタンの旗 | ユスフ・ラビエフ                        | イスティクロル・ドゥシャンベ       | 32       |
| 2012     | タジキスタンの旗 | ディルショド・ヴォシエフ                | イスティクロル・ドゥシャンベ       | 24       |
| 2013     | イランの旗       | ホセイン・ソフラービー                  | イスティクロル・ドゥシャンベ       | 11       |
| 2014     | タジキスタンの旗 | ディルショド・ヴォシエフ                | イスティクロル・ドゥシャンベ       | 15       |
| 2015     | タジキスタンの旗 | マヌチェフル・ジャリロフ                | イスティクロル・ドゥシャンベ       | 22       |
| 2016     | タジキスタンの旗 | マヌチェフル・ジャリロフ                | イスティクロル・ドゥシャンベ       | 22       |
| 2017     | タジキスタンの旗 | ディルショド・ヴォシエフ                | イスティクロル・ドゥシャンベ       | 16       |
| 2018     | タジキスタンの旗 | シェリッディン・ボボエフ                | イスティクロル・ドゥシャンベ       | 12       |
| 2019     | タジキスタンの旗 | シェリッディン・ボボエフ                | イスティクロル・ドゥシャンベ       | 16       |
| 2020     | タジキスタンの旗 | イルホムジョン・バロトフ                | FKイスタラフシャン                 | 18       |
| 2021     | タジキスタンの旗 | マヌチェフル・ジャリロフ                | イスティクロル・ドゥシャンベ       | 19       |

## 年間最優秀選手 （2003年-現在）
| シーズン | 国籍             | 選手                           | 所属クラブ                       |
| -------- | ---------------- | ------------------------------ | -------------------------------- |
| 2003     | タジキスタンの旗 | アスリッディン・ハビブッラエフ | ヴァフシュ・クルガン・テッパ     |
| 2004     | タジキスタンの旗 | アンヴァル・ノルクロフ         | アヴィアトル・チカロフスク       |
| 2005     | タジキスタンの旗 | フルシェド・マフムドフ         | レガール・タダズ                 |
| 2006     | タジキスタンの旗 | フルシェド・マフムドフ         | レガール・タダズ                 |
| 2007     | タジキスタンの旗 | ヌモンジョン・ハキモフ         | パルヴォズ・ボボジョン・ガフロフ |
| 2008     | タジキスタンの旗 | フルシェド・マフムドフ         | レガール・タダズ                 |
| 2009     | タジキスタンの旗 | ヌモンジョン・ハキモフ         | ヴァフシュ・クルガン・テッパ     |
| 2010     | タジキスタンの旗 | ユスフ・ラビエフ               | イスティクロル・ドゥシャンベ     |
| 2011     | タジキスタンの旗 | フルシェド・マフムドフ         | レガール・タダズ                 |
| 2012     | タジキスタンの旗 | ディルショド・ヴォシエフ       | イスティクロル・ドゥシャンベ     |
| 2013     | タジキスタンの旗 | ディルショド・ヴォシエフ       | イスティクロル・ドゥシャンベ     |
| 2014     |                  |                                |                                  |
| 2015     | タジキスタンの旗 | マヌチェフル・ジャリロフ       | イスティクロル・ドゥシャンベ     |
| 2016     | タジキスタンの旗 | マヌチェフル・ジャリロフ       | イスティクロル・ドゥシャンベ     |
| 2017     | タジキスタンの旗 | ファトフッロ・ファトフロエフ   | イスティクロル・ドゥシャンベ     |